# Židovská obranná liga
Židovská obranná liga (Jewish Defense League, JDL) je americká radikální židovská ogranizace, kterou založil v roce 1968 newyorský rabín Meir Kahane. Jejím hlavním účelem měla být ochrana amerických Židů před antisemitismem. Její filosofie se však stala militantní, a to zvláště poté, co Kahane emigroval do Izraele a založil zde její odnož (Kach).

## JDL v 21. století
Po 11. září plánovala JDL útoky na muslimské cíle v USA, ale radikálové (včetně dlouholetého předsedy JDL Irvinga Rubina) byli zadrženi a uvězněni. Po roce 2005 došlo v JDL ke štěpení, když se od ní odtrhla organizace B´nai Elim. Ve Francii existuje obdobná organizace jako JDL pod názvem Ligue de Défense Juive (LDJ), avšak není údajně organizačně propojena s americkou skupinou.